# Persone di nome David/Cestisti
| Questa pagina contiene informazioni ricavate automaticamente dalle voci biografiche con l'ausilio del template Bio e di un bot. L'aggiornamento è periodico e automatico e ricostruisce completamente la pagina. Se manca una persona in questa lista, sei pregato di non aggiungerla, ma accertati piuttosto che la sua voce biografica contenga il template Bio e che i dati anagrafici siano correttamente compilati. Se il template Bio manca, inseriscilo tu stesso o, in alternativa, metti l'avviso {{tmp\|Bio}} che ne segnala la mancanza. Se i dati riportati sono sbagliati, correggi direttamente la voce biografica; le modifiche saranno visibili in questa lista entro pochi giorni. Per chiarimenti vedi il progetto antroponimi. La lista contiene solo le 154 persone che sono citate nell'enciclopedia e per le quali è stato implementato correttamente il template Bio. Pagina aggiornata al 22 giu 2025. |

Questa è una lista di persone presenti nell'enciclopedia che hanno il nome David e sono cestisti.

## A(3)
- David Abrhám, cestista slovacco (Bratislava, n. 2007)
- David Andersen, ex cestista australiano (Carlton, n. 1980)
- David Arigbabu, ex cestista tedesco (Hannover, n. 1975)

## B(17)
- David Bailey, ex cestista statunitense (Chicago, n. 1981)
- David Barlow, ex cestista e allenatore di pallacanestro australiano (Melbourne, n. 1983)
- Dave Batton, ex cestista statunitense (Baltimora, n. 1956)
- David Bell, ex cestista statunitense (Oakland, n. 1981)
- David Benoit, ex cestista e allenatore di pallacanestro statunitense (Lafayette, n. 1968)
- David Bernsley, ex cestista statunitense (New York, n. 1969)
- Dave Bing, ex cestista e politico statunitense (Washington, n. 1943)
- David Blatt, ex cestista e allenatore di pallacanestro statunitense (Boston, n. 1959)
- Doodie Bloomfield, cestista canadese (Montréal, n. 1918 - Montréal, † 1950)
- David Blu, ex cestista statunitense (Los Angeles, n. 1980)
- David Brembly, cestista tedesco (Colonia, n. 1993)
- Dave Britton, ex cestista statunitense (New York, n. 1958)
- David Brkic, ex cestista italiano (Cesena, n. 1982)
- Dave Budd, ex cestista statunitense (Woodbury, n. 1938)
- David Burns, ex cestista statunitense (Dallas, n. 1958)
- Dave Bustion, ex cestista statunitense (Gadsden, n. 1949)
- David Butler, ex cestista statunitense (Washington, n. 1966)

## C(11)
- Corky Calhoun, ex cestista statunitense (Waukegan, n. 1950)
- Dave Campbell, cestista canadese (Vancouver, n. 1925 - † 2015)
- David Chiotti, ex cestista statunitense (San Jose, n. 1984)
- David Cooke, ex cestista statunitense (Sacramento, n. 1963)
- David Cooper, ex cestista americo-verginiano (Saint Croix, n. 1983)
- David Cortés Ruiz, ex cestista portoricano (Arecibo, n. 1981)
- Dave Corzine, ex cestista e allenatore di pallacanestro statunitense (Arlington Heights, n. 1956)
- David Cournooh, cestista italiano (Villafranca di Verona, n. 1990)
- Dave Cowens, ex cestista e allenatore di pallacanestro statunitense (Newport, n. 1948)
- David Crouse, ex cestista statunitense (n. 1974)
- David Cubillán, cestista venezuelano (Maracaibo, n. 1987)

## D(12)
- David Daniels, ex cestista e allenatore di pallacanestro canadese (Fort St. John, n. 1971)
- Dave DeBusschere, cestista, giocatore di baseball e allenatore di pallacanestro statunitense (Detroit, n. 1940 - New York, † 2003)
- David DeJulius, cestista statunitense (Detroit, n. 1999)
- David Denave, cestista francese (Saint-Étienne, n. 1985)
- David Descalzo, cestista peruviano (Callao, n. 1920 - † 2004)
- Dave Deutsch, ex cestista statunitense (Brooklyn, n. 1945)
- David DiLeo, cestista statunitense (Iowa City, n. 1997)
- David Dias, ex cestista angolano (Luanda, n. 1969)
- David Dixon, ex cestista statunitense (Houston, n. 1978)
- David Doblas, cestista spagnolo (Santander, n. 1981)
- Dave Dudzinski, cestista statunitense (Elburn, n. 1992)
- David Duke, cestista statunitense (Providence, n. 1999)

## E(2)
- David Efianayi, cestista statunitense (Manchester, n. 1995)
- Dave Esterkamp, ex cestista statunitense (Cincinnati, n. 1978)

## F(3)
- Dave Fergerson, ex cestista statunitense (Merced, n. 1978)
- David Frigout, ex cestista francese (Lorient, n. 1973)
- David Frish, ex cestista israeliano (n. 1935)

## G(8)
- Smokey Gaines, cestista e allenatore di pallacanestro statunitense (Detroit, n. 1942 - Memphis, † 2020)
- Dave Gambee, ex cestista statunitense (Portland, n. 1937)
- David Gautier, ex cestista e allenatore di pallacanestro francese (Cholet, n. 1980)
- Dave Gavitt, cestista, allenatore di pallacanestro e dirigente sportivo statunitense (Westerly, n. 1937 - Providence, † 2011)
- David Gonzalvez, cestista statunitense (Marietta, n. 1987)
- David Graham, ex cestista australiano (Melbourne, n. 1965)
- David Greenwood, cestista statunitense (Lynwood, n. 1957 - Riverside, † 2025)
- Dave Gunther, cestista e allenatore di pallacanestro statunitense (Le Mars, n. 1937 - Mesa, † 2024)

## H(8)
- David Harrison, ex cestista statunitense (Nashville, n. 1982)
- David Harrison, ex cestista e allenatore di pallacanestro statunitense (Louisville, n. 1975)
- David Haughton, cestista statunitense (Greenburgh, n. 1991)
- David Hawkins, ex cestista statunitense (Washington, n. 1982)
- Dave Henderson, ex cestista e allenatore di pallacanestro statunitense (Henderson, n. 1964)
- David Holston, cestista statunitense (Pontiac, n. 1986)
- Dave Hoppen, ex cestista statunitense (Omaha, n. 1964)
- David Huertas, cestista portoricano (Humacao, n. 1987)

## I(1)
- David Iriarte, cestista spagnolo (Palma di Maiorca, n. 1995)

## J(9)
- David Jackson, cestista statunitense (Memphis, n. 1986)
- David Jackson, cestista statunitense (Rockville, n. 1982)
- Scottie James, cestista statunitense (Warsaw, n. 1996)
- David Jandl, ex cestista austriaco (Oberwart, n. 1984)
- David Jelínek, cestista ceco (Brno, n. 1990)
- Dave Johnson, ex cestista statunitense (Morgan City, n. 1970)
- Ralph Johnson, cestista e allenatore di pallacanestro statunitense (Huntington, n. 1921 - Cleveland, † 2005)
- David Johnson, cestista statunitense (Louisville, n. 2001)
- Devoe Joseph, cestista canadese (Toronto, n. 1989)

## K(6)
- David Kaminsky, ex cestista e allenatore di pallacanestro israeliano (n. 1938)
- D.J. Kennedy, cestista statunitense (Pittsburgh, n. 1989)
- David Klapetek, ex cestista e allenatore di pallacanestro ceco (Opava, n. 1967)
- David Kralj, cestista sloveno (Lubiana, n. 1999)
- David Kravish, cestista statunitense (Joliet, n. 1992)
- David Krämer, cestista austriaco (Myjava, n. 1997)

## L(12)
- Dave Latter, cestista statunitense (Leslie, n. 1922 - Leslie, † 2000)
- Dave Lattin, ex cestista statunitense (Houston, n. 1943)
- David Laury, ex cestista statunitense (East Orange, n. 1990)
- David Lawrence, cestista e allenatore di pallacanestro statunitense (Rayne, n. 1959 - Cremona, † 2017)
- David Lee, ex cestista statunitense (Modesto, n. 1942)
- David Lee, ex cestista statunitense (St. Louis, n. 1983)
- Dave Leitao, ex cestista e allenatore di pallacanestro statunitense (New Bedford, n. 1970)
- David Lighty, cestista statunitense (Cleveland, n. 1988)
- David Logan, ex cestista statunitense (Chicago, n. 1982)
- David Lončarević, cestista croato (Sarajevo, n. 1991)
- David Londero, ex cestista italiano (Bülach, n. 1971)
- David Loubeau, ex cestista statunitense (Spring Valley, n. 1989)

## M(9)
- Dave Magley, ex cestista, allenatore di pallacanestro e dirigente sportivo statunitense (South Bend, n. 1959)
- David McCormack, cestista statunitense (Bronx, n. 1999)
- David McCray, ex cestista e allenatore di pallacanestro tedesco (Spira, n. 1986)
- Dave Meyers, cestista statunitense (San Diego, n. 1953 - Temecula, † 2015)
- David Michineau, cestista francese (Les Abymes, n. 1994)
- David Miladinović, cestista serbo (Belgrado, n. 1997)
- Dave Mills, cestista statunitense (Columbus, n. 1940 - † 2001)
- David Monds, ex cestista statunitense (Macon, n. 1983)
- David Moss, cestista e allenatore di pallacanestro statunitense (Chicago, n. 1983)

## N(7)
- David Navarro Brugal, ex cestista spagnolo (Esparreguera, n. 1983)
- David Nelson, ex cestista e allenatore di pallacanestro statunitense (Montclair, n. 1956)
- David Nesbitt, cestista bahamense (Freeport, n. 1991)
- Dave Newmark, ex cestista statunitense (Brooklyn, n. 1946)
- David Nichols, cestista statunitense (South Holland, n. 1996)
- David Noel, ex cestista e allenatore di pallacanestro statunitense (Durham, n. 1984)
- David Nwaba, cestista statunitense (Los Angeles, n. 1993)

## O(2)
- David Okeke, cestista italiano (Monza, n. 1998)
- David Okwera, cestista australiano (Perth, n. 2002)

## P(5)
- David Padgett, ex cestista, allenatore di pallacanestro e dirigente sportivo statunitense (Reno, n. 1985)
- David Pennisi, ex cestista australiano (Innisfail, n. 1978)
- Dave Piontek, cestista statunitense (Bethel Park, n. 1934 - Scottsdale, † 2004)
- David Pope, cestista statunitense (Newport News, n. 1962 - Newport News, † 2016)
- Dave Popson, ex cestista statunitense (Kingston, n. 1964)

## Q(1)
- Dave Quabius, cestista e allenatore di pallacanestro statunitense (Milwaukee, n. 1916 - Brookfield, † 1983)

## R(7)
- David Ramseyer, cestista francese (Roanne, n. 1987)
- Dave Regullano, cestista filippino († 2011)
- David Rivers, ex cestista statunitense (Jersey City, n. 1965)
- David Robinson, ex cestista statunitense (Key West, n. 1965)
- Dave Robisch, ex cestista e allenatore di pallacanestro statunitense (Cincinnati, n. 1949)
- David Roddy, cestista statunitense (Minneapolis, n. 2001)
- David Russell, ex cestista statunitense (New York, n. 1960)

## S(8)
- Dave Schellhase, ex cestista e allenatore di pallacanestro statunitense (Evansville, n. 1944)
- Dave Scholz, cestista statunitense (Decatur, n. 1948 - † 2015)
- David Simon, cestista statunitense (Vernon Hills, n. 1982)
- Tyler Smith, ex cestista statunitense (Pulaski, n. 1986)
- David Solé, ex cestista spagnolo (Badalona, n. 1968)
- Dave Sorenson, cestista statunitense (Findlay, n. 1948 - Cleveland, † 2002)
- Dave Stallworth, cestista statunitense (Dallas, n. 1941 - Wichita, † 2017)
- David Stockton, cestista statunitense (Spokane, n. 1991)

## T(8)
- David Taylor, ex cestista tedesco (Bayreuth, n. 1995)
- David Teague, ex cestista statunitense (Indianapolis, n. 1983)
- David Thirdkill, ex cestista e allenatore di pallacanestro statunitense (St. Louis, n. 1960)
- Dave Thomas, ex cestista e dirigente sportivo canadese (Brampton, n. 1976)
- David Thompson, ex cestista statunitense (Boiling Springs, n. 1954)
- David Tobey, cestista, allenatore di pallacanestro e arbitro di pallacanestro statunitense (New York, n. 1898 - New York, † 1988)
- David Turcotte, ex cestista canadese (Ottawa, n. 1965)
- Dave Twardzik, ex cestista, allenatore di pallacanestro e dirigente sportivo statunitense (Hershey, n. 1950)

## V(2)
- David Vaughn, ex cestista statunitense (Tulsa, n. 1973)
- David Vaughn, ex cestista statunitense (Nashville, n. 1952)

## W(10)
- David Walker, cestista statunitense (Stow, n. 1993)
- Dave Way, cestista canadese (Powell River, n. 1940 - Vancouver, † 2007)
- David Wear, ex cestista statunitense (Long Beach, n. 1990)
- David Weaver, ex cestista statunitense (Black Mountain, n. 1987)
- David Wesley, ex cestista e allenatore di pallacanestro statunitense (San Antonio, n. 1970)
- David West, ex cestista statunitense (Teaneck, n. 1980)
- Dave Williams, cestista statunitense (Auburn, n. 1913 - Mount Dora, † 1983)
- David Wingate, ex cestista statunitense (Baltimora, n. 1963)
- Dave Wohl, ex cestista, allenatore di pallacanestro e dirigente sportivo statunitense (Queens, n. 1949)
- David Wood, ex cestista statunitense (Spokane, n. 1964)

## Y(1)
- David Young, ex cestista statunitense (New Castle, n. 1981)

## Z(1)
- Dave Zeller, cestista statunitense (Springfield, n. 1939 - Toledo, † 2020)

## Š(1)
- David Šteffel, ex cestista ceco (Slaný, n. 1985)